# 聖卡斯爾 (佛羅里達州)
聖卡斯爾（英語：San Castle）是位於美國佛羅里達州棕櫚灘縣的一個人口普查指定地區。

## 地理
聖卡斯爾的座標為26°33′54″N 80°03′40″W / 26.56500°N 80.06111°W，而該地最高點為海拔高度7米（即23英尺）。

## 人口
根據2010年美國人口普查的數據，聖卡斯爾的面積為1.08平方千米，當中陸地面積為1.08平方千米，而水域面積為0.00平方千米。當地共有人口3428人，而人口密度為每平方千米3,174人。